# 236

## Události
- 10. ledna – 7 dní po smrti papeže Antera byl zvolen novým papežem Fabián, v pořadí 20.
- Nový papež Fabián rozdělil Řím na sedm diakonátů a vyslal sedm misionářů do Galie, aby křtili ve větších městech místní obyvatelstvo.
- Pronásledování křesťanů v Kappadokii a Pontu.
- Římský císař Maximinus Thrax vytáhl do boje proti Sarmatům a Dákům.

## Úmrtí
- 3. ledna – Svatý Anterus, 19. papež katolické církve

## Hlavy států
- Papež – Anterus (235–236) » Fabián (236–250)
- Římská říše – Maximinus Thrax (235–238)
- Perská říše – Ardašír I. (224/226–240/241)
- Kušánská říše – Kaniška II. (230–247)
- Japonsko (region Jamataikoku) – královna Himiko (175–248)